# Espiroquetes
Les espiroquetes són un fílum de bacteris gram negatius, quimioheteròtrofs, prims, llargs, flexibles i de forma helicoidal (bacteris espirals). Tenen una longitud entre 5-500 nm, i un diàmetre al voltant de 0,1-0,6 nm i morfològicament es caracteritzen per estar constituïdes, en la seva major part, pel cilindre protoplasmàtic, que comprèn la regió delimitada per la membrana plasmàtica i la paret cel·lular, i per estar rodejades per una beina externa observable en preparacions tenyides de forma negativa. Les espiroquetes són mòbils gràcies a la presència d'endoflagels o filaments axials units als pols de la cèl·lula que amb llur moviment coordinat al voltant del cilindre protoplasmàtic permeten l'encorbament i el desplaçament d'aquests bacteris. Solen estar relacionades amb medis aquosos, ja sigui en les seves formes lliures o en les seves formes patògenes, i poden causar importants malalties en homes i animals, entre les quals cal destacar la sífilis provocada per Treponema pallidum.
Segons la teoria endosimbiòtica proposada per Lynn Margulis, uns avantpassats de les espiroquetes es van convertir en els cilis i els flagels que impulsen a alguns protists i també als espermatozoides. No obstant això, actualment no hi ha proves suficients per a la generalització de la teoria endosimbiòtica a altres orgànuls cel·lulars.
Les espiroquetes es divideixen en tres gèneres principals que inclouen espècies aeròbiques, anaeròbiques i facultatives. Aquests gèneres són: Treponema (anaeròbics estrictes), Borrelia (aeròbics i anaeròbics) i Leptospira (aeròbic).

## GènereTreponema
El gènere Treponema engloba les espiroquetes anaeròbiques associades a un organisme hoste, ja siguin patògenes com T. pallidum o comensals com T. oralis i T. denticola que formen part de la flora acompanyant de la boca i que en algunes ocasions poden esdevenir patògens oportunistes.
Treponema pallidum és l'espècie més coneguda d'aquest gènere, ja que és l'agent causant de la sífilis, una malaltia infecciosa de transmissió sexual. La morfologia de T. pallidum difereix de les altres espiroquetes pel fet de no tenir una forma helicoidal, sinó més aviat una forma d'ona plana, englobat amb una càpsula de glucosaminoglucans. A la natura, T. pallidum només es troba en humans, encara que s'ha aconseguit produir infeccions artificials en micos i conills. La infeccioó per T. pallididum provoca l'aparició d'uns xancres característics a la zona genital i bucal que emeten exsudats en ser pressionat i que poden curar-se espontàniament o derivar cap a diagnòstics més greus de la sífilis. T. pallidum és una espècie molt sensible a la calor i es caracteritza per la dificultat de ser cultivada al laboratori.
Dins de l'espècie T. pallidum es poden distingir diverses subespècies entre les quals cal destacar:
- T. pallidum pallidum
- T. pallidum endemicum
- T. pallidum pertenue
- T. pallidum caratecum

## GènereBorrelia
Les espècies del gènere Borrelia són en la seva major part patògens d'animals, inclòs l'home i es transmeten mitjançant artròpodes com les puces i les paparres. Tenen fins a 60 endoflagels i es caracteritzen per ser un dels pocs procariotes dotat d'un cromosoma lineal. Les dues malalties principals causades per espiroquetes del gènere Borrelia són les febres recurrents i la malaltia de Lyme. Les febres recurrents és una malaltia epidèmica causada per B. recurrentis i B. hispanica que provoca febre elevada i dolor muscular generalitzat. Per altra banda, la malaltia de Lyme és una malaltia infecciosa causada per B. burgdorferi que provoca una mialgies, arritis, meningitis, etc.

## GènereLeptospira
El gènere Leptospira comprèn espiroquetes aeròbiques estrictes de morfologia fina i amb els extrems corbats, sense solapamanet central dels endoflagels i que utilitzen els àcids grassos i els alcohols de cadena llarga com a font de carboni i energia. Les dues espècies principals d'aquest gènere són Leptospira biflexa i Leptospira interrogans.
Leptospira biflexa és una espiroqueta de vida lliure present en aigües fluvials mentre que Lepstospira interrogans és un paràsit obligat de l'home i altres animals. Els rosegadors solen ser l'hoste natural de la majoria de leptospires, encara que en certes ocasions els gossos i els porcs poden actuar com a reservoris. A l'home la síndrome leptospiral més conegut és la malaltia de Weil o febre del fang que afecta el ronyó i es transmet per contacte directe amb l'orina d'un portador o un malalt.